# تهاجم چینگ به چوسان
تهاجم چینگ به چوسان (کره‌ای: 병자호란؛ انگلیسی: Qing invasion of Joseon) در زمستان ۱۶۳۶ میلادی رخ داد، زمانیکه دودمان چینگ تازه تأسیس به پادشاهی چوسان حمله کرد و بر چوسان به عنوان هژمونی در سیستم باج‌گذاری چین تسلط پیدا کرد و به صورت رسمی رابطه چوسان را با دودمان مینگ قطع کرد.